# Ilha Stuart (Brasil)
A ilha Stuart é uma ilha brasileira localizada no estuário do rio Paraíba do Norte, pertencente ao município de Santa Rita, Paraíba. Apresenta uma superfície de 550 hectares (5,5 km²), boa parte dos quais terrenos alagadiços próprios de manguezal. Em 2005, a população era de 52 pessoas, divididas entre treze famílias.
Segunda em importância e melhores condições de habitação das ilhas do rio Paraíba, depois da Restinga, Stuart é parte de uma complexa rede de canais e ilhas que apresentam potencial para atividades ecoturísticas, como caminhadas, trilhas, passeios de caiaque e observação da natureza, pois dispõe de meio ambiente rico e ainda bem preservado, com matas, lagoas, manguezais e praias fluviais.

## História

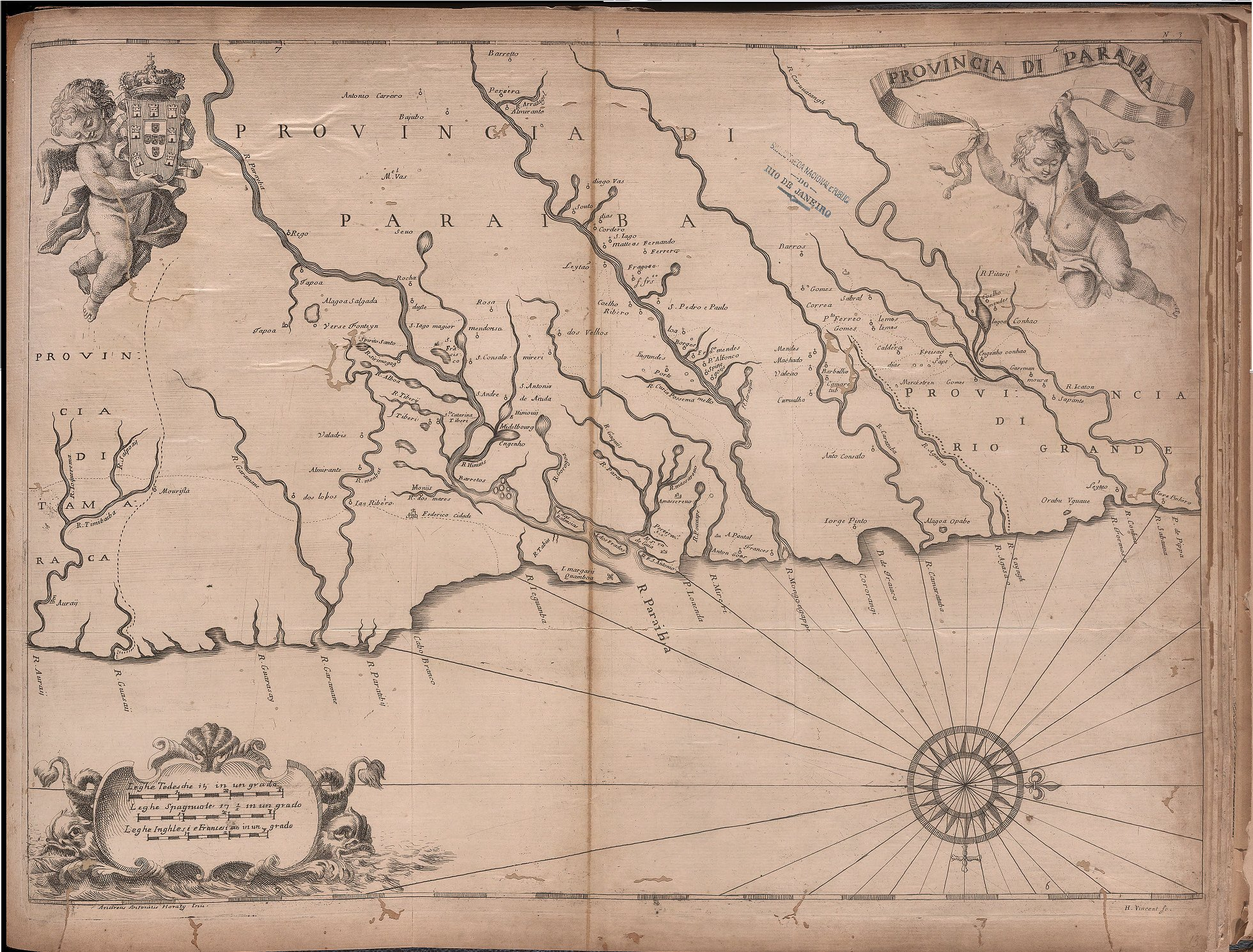
Provincia di Paraiba (1698), do italiano Andreas Antonius Horatius

### Pré-colonização
Antes da conquista da Paraíba, a ilha Stuart, assim como a toda região estuarina e a costa centro–norte paraibana, fazia parte do território de caça e coleta dos índios potiguaras. Até 1585, data da ocupação efetiva da Capitania da Paraíba, a presença de portugueses nessa área era quase inexistente, já que na desembocadura do Paraíba apenas traficantes franceses de pau-brasil e outros piratas europeus ousavam adentrar. O rio já era conhecido pelos índios por seu nome atual, pa’ra–a'iba («rio impraticável à navegação», em tupi).

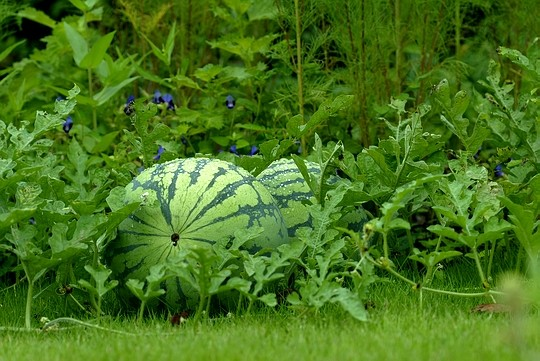
A abundância de melancias outrora nomeou Stuart «ilha das Balancias»

### Ocupação
Em 1613, ainda devoluta e inexplorada, a ilha é dada em sesmaria ao capitão e escritor Ambrósio Fernandes Brandão, que pouco uso fez de suas terras. Até então, Stuart não tinha oficialmente nenhum nome, como se verifica no mapa do cartógrafo alemão Matthaus Meriander, de 1639, no qual consta sobre a ilha apenas a frase alemã Eine grosse Insel («uma grande ilha»). Já no mapa Provincia di Paraiba, do cartógrafo italiano Andreas Antonius Horatius, consta sobre Stuart a denominação «ilha das Balancias».
No início do século 19, a ilha passa a pertencer ao inglês Francisco Jordão Stuart, cujo sobrenome passa a denominar a ilha de maneira oficial a partir de então. Antes disso, a ilha foi também conhecida como «ilha do Padre João Coêlho», seu proprietário anterior. Em agosto de 1856 foi feita a venda de parte da ilha por quinhentos mil reis a uma senhora de nome Francisca Maria da Conceição. Em documento, tal senhora fez a seguinte declaração quando da compra da ilha (em português da época):
Eu, abaixo assinada, declaro que sou possuidora de uma ilha denominada 'Stuart', com meia légua de cumprido e um quarto de légua de largura, pouco mais ou menos, dentro da qual se compreendem os logarejos Ilha dos Porcos e ilha da Cotia, sita na freguezia de N. S. do Livramento, contestando pelo nascente com o rio Paraíba, pelo poente com o braço de rio que vai para Livramento, pelo norte com a barra do Cabedêlo, e pelo sul com a ilha do Tirirí.— Cidade da Paraíba, 15 de junho de 1856
O «Cemitério Inglês», seu maior patrimônio histórico, encontra-se lançado ao esquecimento, sem cuidados de preservação, praticamente invadido pelas águas do rio e pela areia. Consta que até 1928 ali só eram sepultados anglicanos, já que os não católicos que faleciam na Paraíba tinham o sepultamento negado pela igreja, sendo então velados na ilha Stuart.

## Características

### Infraestrutura e acesso
Situada a poucos quilômetros de João Pessoa, capital do estado, mas administrativamente ligada ao distrito de Livramento, Santa Rita, nela vivem há mais de 50 anos em torno de 13 famílias caiçaras, num total de aproximadamente 52 pessoas, que moram em casas de taipa e sobrevivem basicamente da pesca e da coleta de crustáceos, assim como da agricultura de subsistência e doações, numa atmosfera ainda bem precária e primitiva (na ilha não há energia elétrica, saneamento básico nem água potável, e os ilhéus recolhem água de boa qualidade em cacimbões escavados na areia).
Não existe posto de saúde nem escola, As crianças têm portanto que ir de canoa através do canal da Ribeira e depois pegar uma trilha pelo meio do mangue, numa viagem de uma hora, para poder estudar em uma escola de um povoado próximo, no continente. Também não há nenhuma estrutura de acolhimento, como hotéis, pousadas ou restaurantes, e para ter acesso à ilha é preciso pegar barcos a motor a partir do distrito de Forte Velho ou da Praia do Jacaré, ou navegar em caiaques alugados ou canoas rústicas utilizadas pelos ilhéus.

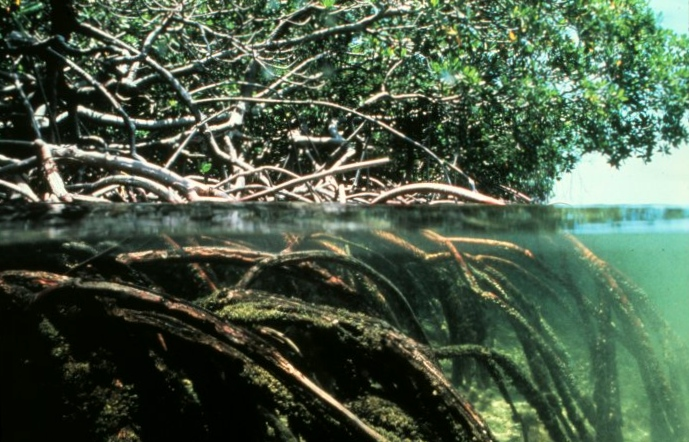
Manguezal, principal ecossistema da ilha

### Biodiversidade
Stuart é coberta quase que totalmente por manguezais e um extenso coqueiral. Sobre a diversidade faunística da região, ainda nos idos de 1860 o engenheiro André Rebouças, célebre militar do Império, descreveu:
Desembarcamos e ficamos uns minutos na ilha do Stuart, onde abunda toda sorte de caça e peixe.
Em 2006, um levantamento da avifauna do estuário do rio Paraíba revelou a ocorrência de 89 espécies de aves endêmicas ou migratórias.